# Государственный университет медицины и фармации имени Николая Тестемицану
Государственный университет медицины и фармации имени Николая Тестемицану (рум. Universitatea de Stat de Medicină și Farmacie „Nicolae Testemițanu”) — высшее медицинское учебное заведение Республики Молдова, аккредитованное государством. Университет основан в 1945 году.

## История
Институт медицины создан в Кишиневе в октябре 1945 года на основе Ленинградского медицинского института. Основой института был факультет медицины, на который поступило около 250 студентов. Первым деканом факультета был участник Великой Отечественной войны, профессор Алексей Николаевич Львов.
В 1990 году Кишиневскому ГМИ присвоено имя Николая Тестемицану (1927—1986), ученого и общественного деятеля.

## Факультеты
В Государственный университет медицины и фармации им. Николая Тестемицяну имеются следующие факультеты:

- Медицинский факультет I
- Медицинский факультет II
- Стоматологический факультет
- Фармацевтический Факультет
- Клиническая ординатура
- Факультет непрерывного образования в области медицины и фармации

## Ректоры
- Ипатий Сорочан (1945—1948)
- Николай Хараузов (1948—1951)
- Леонид Ганул (1951—1953)
- Николай Старостенко (1953—1959)
- Николай Тестемицану (1959—1963)
- Василий Анестиади (1963—1986)
- Леонид Кобылянский (1986—1994)
- Ион Абабий (1994—2019)
- Эмиль Чебан (2019—настоящее время)

## Награды
- Орден Республики (8 октября 2015 года, в знак высокого признания особых заслуг в развитии университетского образования, за значительный вклад в подготовку высококвалифицированных специалистов и внедрение новых методов обучения, научного исследования, диагностирования и медицинской помощи)[2]
- Орден «Трудовая слава» (6 октября 2005 года, в знак признания особых заслуг в развитии здравоохранения и медицинской науки и за значительный вклад в подготовку высококвалифицированных специалистов)[3].